# فرودگاه تاری
فرودگاه تاری (به انگلیسی: Taree Airport) یک فرودگاه همگانی با کد یاتا TRO است که یک باند فرود آسفالت دارد و طول باند آن ۱۵۰۴ متر است. این فرودگاه در کشور استرالیا قرار دارد و در ارتفاع ۱۲ متری از سطح دریا واقع شده است.